# Uphagenhaus Danzig

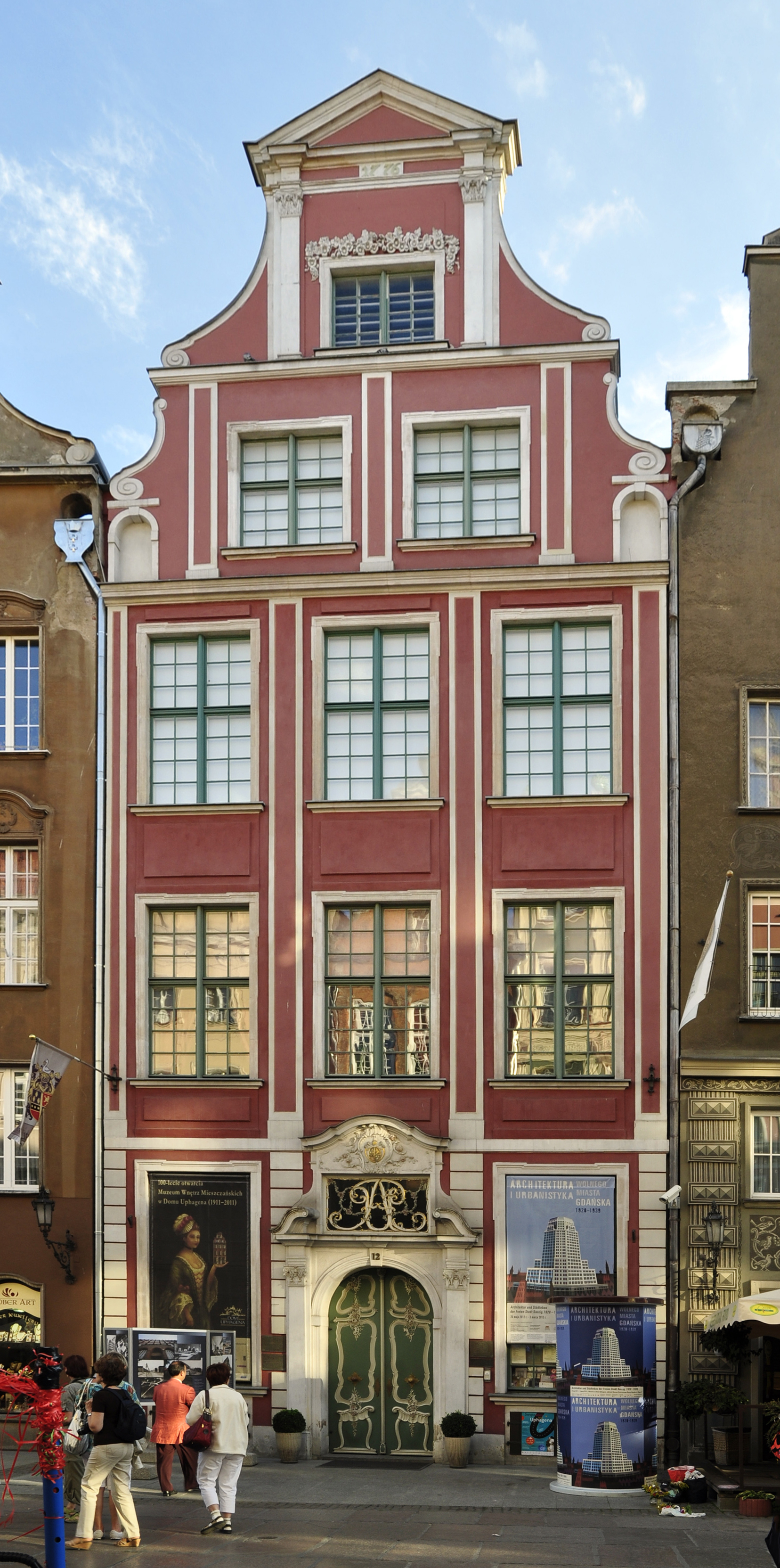
Uphagenhaus Danzig

Das Uphagenhaus gehört zu den wichtigsten Baudenkmälern Danzigs. Es wurde ab 1776 an der Langgasse errichtet. Der erste Besitzer, der Danziger Kaufmann und Ratsherr Johann Uphagen erwarb 1775 das Grundstück und beauftragte den Architekten Johann Benjamin Dreyer mit dem Abriss des bestehenden Hauses und mit dem Neubau eines neuen Bürgerhauses. Das Haus blieb bis 1910 im Familienbesitz.
Das Gebäude wurde ab 1910 in ein Museum umgewandelt, wobei der Grundriss, Raumaufteilung und sogar die Raumausstattung seit dem 18. Jahrhundert unverändert geblieben waren. Im Jahre 1944 wurde die Innenausstattung ausgelagert und überdauerte unversehrt den Krieg. Das Gebäude selbst wurde fast vollständig zerstört.
Ab den 1950er Jahren wurde das Gebäude nach alten Plänen und Lichtbildern wiederaufgebaut und 1998 als Museum bürgerlicher Wohnkultur eröffnet. Einige Räume konnten mit ihrem originalen Mobiliar ausgestattet werden. Die verschollenen Elemente werden von den Danziger Restauratoren nach alten Lichtbildern rekonstruiert.
Beim Wiederaufbau waren die Fotografien aus den 1930er-Jahren aus der Sammlung Drost im Bildarchiv des Herder-Instituts von großer Bedeutung.